# 盧景亮
卢景亮（8世纪？—806年），字长晦，唐朝幽州范阳县（今河北省涿州市）人。
卢景亮少孤，学无不览。唐代宗大历六年（771年）中进士、宏辞，入仕授秘书郎。张延赏为荆南节度使，上表举荐他为枝江县尉，掌书记。入朝担任右补阙。朱泚反唐，卢景亮劝唐德宗：“陛下罪己不深刻，感人不深。”德宗同意。卢景亮志向远大，能自我奋发，与穆质都在谏争之地，多次上书，鲠直无所回避。宰相李泌弹劾卢景亮等人一起聚会，泄露上奏的言论，将好处归于自己，将恶处归于君上。德宗大怒，贬为朗州司马，穆质也被排斥，废抑二十年。至唐宪宗时，由和州别驾召还朝廷，担任中书舍人。卢景亮善写文章，满怀忠仁之心，有经国之志。尝说：“人君足食足兵而又得士，天下可为也。”于是征集轩辕、颛顼以来至唐朝，摘去治道之要，著书上下篇，号称为《三足记》。又写了《答问》，记载运输大略及陈奏西戎吐蕃利害，切中当世。公卿佩服他通达古今。元和初年去世，赠礼部侍郎。